# Союз МС
Союз МС — наименование модификации советских и российских многоместных транспортных пилотируемых космических кораблей семейства «Союз». Корабли этой модификации позволяют доставлять экипаж численностью до трёх человек на низкую околоземную орбиту на ракете с тем же названием «Союз». Разработчик и изготовитель кораблей «Союз» — РКК «Энергия».

## История

Схема космического корабля Союз МС

Разработка базовой модели корабля «Союз» началась в 1962 году в ОКБ-1 под руководством С. П. Королёва для советской лунной программы.
В 2011 году заместитель генерального конструктора Ракетно-космической корпорации «Энергия» Николай Брюханов сообщил, что к 2013 году ожидается завершение очередной модернизации корабля — «Союз МС», которая заменит «Союз ТМА-М» и будет использоваться для пилотируемых полётов до тех пор, пока на смену ему не придёт корабль нового поколения.
Обновление «Союз МС» затронуло практически каждую систему пилотируемого космического корабля. Этап испытаний модифицированного космического корабля прошёл в 2015 году.
Основные пункты программы модернизации космического корабля:
- повышенная энергоотдача солнечных батарей за счёт применения более эффективных фотоэлектрических преобразователей;
- надёжность сближения и стыковки корабля с космической станцией за счёт изменения точек установки двигателей причаливания и ориентации. Новая схема установки этих двигателей позволяет выполнить сближение и стыковку даже в случае отказа одного из двигателей и обеспечить спуск пилотируемого корабля при любых двух отказах двигателей[1];
- новая система связи и пеленгации, которая позволяет, помимо улучшения качества радиосвязи, облегчить поиск спускаемого аппарата, приземлившегося в любой точке земного шара;
- новая система сближения и стыковки Курс-НА[3];
- цифровая телевизионная радиолиния[3];
- более мощная и легкая компьютерная система;
- дополнительная противометеоритная защита[3];
- модернизированная многоразовая система запоминания информации СЗИ-М (бортовой самописец)[4];
- пульт управления «Нептун-МЭ»[5].

На модернизированном «Союз МС» устанавливаются датчики системы ГЛОНАСС. На этапе парашютирования и после посадки спускаемого аппарата его координаты, полученные по данным ГЛОНАСС/GPS, передаются по спутниковой системе Коспас-Сарсат в ЦУП.
Первый полёт состоялся в 2016 году. На конец 2018 года было осуществлено 10 полётов на МКС и один аварийный пуск.
11 октября 2018 года корабль «Союз МС-10» стартовал с космодрома Байконур на МКС. На 119-й секунде полёта при отделении боковых блоков первой ступени от центрального блока второй ступени произошло аварийное отключение двигателей. Экипаж совершил экстренную посадку на территории Казахстана. Из членов корабля никто не пострадал, все системы Союза МС-10, включая систему аварийного спасения, работали штатно.
В январе 2019 года началась разработка первого корабля Союз МС-ЛВ, предназначенного для полёта к Луне.

## Технические характеристики
Корабли этого семейства состоят из трёх отсеков: приборно-агрегатного отсека (ПАО), спускаемого аппарата (СА), бытового отсека (БО).
| Название   | приборно-агрегатный отсек, кг | спускаемый аппарат, кг | бытовой отсек, кг | Всего, кг |
| ---------- | ----------------------------- | ---------------------- | ----------------- | --------- |
| Союз 7К-ОК | 2650                          | 2810                   | 1110              | 6580      |
| Союз 7К-Т  | 2700                          | 2850                   | 1350              | 6800      |
| Союз 7К-ТМ | 2654                          | 2802                   | 1224              | 6680      |
| Союз Т     | 2750                          | 3000                   | 1100              | 6850      |
| Союз ТМ    | 2950                          | 2850                   | 1450              | 7100      |
| Союз ТМА   | 2900                          | 2950                   | 1370              | 7170      |
| Союз ТМА-М |                               | 2900                   |                   | 7220      |
| Союз МС    |                               | 2900                   |                   | 7220      |